# Фиалко, Андрей Александрович
Андрей Александрович Фиалко (укр. Андрій Олександрович Фіалко; 30 октября 1963 — 17 марта 2013) — украинский дипломат, советник президента Украины, чрезвычайный и полномочный посол Украины.

## Биография
28 февраля 2001 года был назначен руководителем Главного управления по вопросам внешней политики администрации Президента Украины.
Работал заместителем руководителя Главного управления администрации президента Анатолия Орла в бытность президентом Леонида Кучмы.
Был заведующим отдела Управления по вопросам внешней политики Администрации Президента Украины, помощником главы правительства Виктора Януковича в 2006 году.
В 2007 году в качестве помощника премьер-министра Украины был назначен членом делегации Украины для участия в переговорах с Европейским союзом относительно заключения нового базового договора между Украиной и Европейским союзом.

## Награды
- Офицер ордена Великого князя Литовского Гядиминаса (4 ноября 1998 года, Литва)[5].